# Haukur Heiðar Hauksson
Haukur Heiðar Hauksson (transkripcí Haukur Heidar Hauksson; * 1. září 1991, Akureyri) je islandský fotbalový obránce a reprezentant, který v současnosti působí ve švédském klubu AIK Stockholm (k červenci 2016).

## Klubová kariéra
- KA Akureyri (mládež)
- KA Akureyri 2008–2011
- Knattspyrnufélag Reykjavíkur 2012–2014
- AIK Stockholm 2015–

## Reprezentační kariéra
Haukur Heiðar hrál za islandské mládežnické reprezentační výběry U19 a U21.
V A-mužstvu Islandu debutoval 19. 1. 2015 v přátelském utkání v Orlandu proti reprezentaci Kanady (remíza 1:1).
Dvojice trenérů islandského národního týmu Lars Lagerbäck a Heimir Hallgrímsson jej zařadila do závěrečné 23členné nominace na EURO 2016 ve Francii, kam se Island probojoval z kvalifikační skupiny A (byl to zároveň premiérový postup Islandu na Mistrovství Evropy). Na evropském šampionátu se islandské mužstvo probojovalo až do čtvrtfinále, kde podlehlo Francii 2:5 a na turnaji skončilo. Haukur Heiðar byl náhradníkem, nezasáhl do žádného zápasu na turnaji.